# Grafschaft Berka
Die Grafschaft Berka war eine kleine reichsunmittelbare Grafschaft der Grafen von Berka in Thüringen, die im 12. und 13. Jahrhundert um Bad Berka bestand. Sie umfasste neben dem Hauptort Berka an der Ilm die Orte Bergern, Hetschburg, Meckfeld, München, Saalborn und Troistedt. Erstmals genannt wurden die Grafen von Berka im Jahr 1154; die Herrschaft des letzten Grafen endete 1272. Fortan bestand das Territorium noch als Herrschaft Berka unter verschiedenen Herren bis um 1370 weiter.

## Geschichte
Über die Grafen von Berka ist nur wenig überliefert. Auch ihre Herkunft und Abstammung ist unklar. Der Historiker Elle vermutete 1868 aufgrund einiger urkundlicher Spuren eine Abstammung von einer Seitenlinie der Ludowinger, beginnend bei Ludwig dem Bärtigen über dessen Tochter Uta, die mit dem Grafen Dietrich von Linderbach verheiratet war und einen Sohn Beringer hatte. Dieser hatte wiederum zwei Söhne, einerseits Ludwig von Lohra und andererseits Dietrich I. von Berka, die damit Urenkel Ludwig des Bärtigen wären. Dietrich I., der erste Graf von Berka, wurde 1154 erstmals urkundlich erwähnt.
In der Folgezeit wurden die Grafen in zahlreichen Urkunden als Zeugen benannt, wodurch ihre prominente Stellung innerhalb des Thüringer Adels (oftmals standen sie am Anfang oder weit vorn in den nach Rang geordneten weltlichen Zeugenlisten) und gute Verbindungen zu benachbarten Adligen deutlich wurden. In Widerspruch hierzu steht ihr sehr kleiner Territorialbesitz, der kaum dem Rang einer Grafschaft entsprach. So waren finanzielle Schwierigkeiten an der Tagesordnung, etwa wenn für die standesgemäße Bestattung Dietrichs III. im Jahr 1251 Grundbesitz verkauft werden musste.
Graf Dietrich III. gründete 1243 das Kloster Berka, das bis zur Reformation bestand. Sitz der Grafen war eine Wasserburg im Ort im Bereich des heutigen Forstamts an der Ilmstraße, von der nichts mehr erhalten ist, während das Alte Schloss nördlich des Ortes erst um 1280 unmittelbar nach dem Aussterben der Grafen angelegt wurde.
Das Ende der Grafschaft Berka ist nicht sicher belegt. Entweder verstarben Dietrich IV. (und sein jüngerer Bruder) kinderlos oder die finanziellen Schwierigkeiten der Familie führten zum Verkauf der Grafschaft. 1272 erscheint ein Ludwig von Meldingen als Miteigentümer Berkas, 1275 war sie dann ganz in Besitz von Graf Hermann von Mansfeld-Osterfeld aus dem Geschlecht der Meinheringer, der mit einer Tochter Dietrichs III. verheiratet war. Ersteres spräche eher für einen Verkauf, letzteres für ein Aussterben im Mannesstamme und anschließende Erbschaft.
Fortan bestand die territoriale Einheit als Herrschaft Berka weiter. Als solche ging sie über die Tochter Hermanns von Mansfeld-Osterfeld schon 1280 an die Grafen von Rabenswalde über. Da auch sie keinen Sohn hatte, ging Berka bereits eine Generation später um 1310 an die Grafen von Orlamünde, deren Graf die Tochter der Rabenswalder heiratete. Die Grafen von Orlamünde hielten die Herrschaft Berka bis 1370, als sie sie im Zuge ihres Niedergangs nach dem Thüringer Grafenkrieg verkaufen mussten. Neue Eigentümer wurden die benachbarten Herren von Blankenhain, die die Herrschaft in ihren angrenzenden Territorialbesitz integrierten.
Die bisher einzige geschichtswissenschaftliche Abhandlung über die Grafen von Berka wurde bis 1868 durch den Berkaer Superintendenten Constantin Elle verfasst und posthum 1905/1906 publiziert.

## Grafen
- Dietrich I. (urkundlich genannt 1154, wahrscheinlich 1172)
- Dietrich II. (urkundlich genannt 1192, eventuell bezieht sich die Erwähnung 1172 auch schon auf ihn)
- Dietrich III. (urkundlich genannt erstmals 1218, gestorben gesichert 1251)
- Dietrich IV. (regierend 1251 bis 1272)